# Qualifiche del Corpo forestale dello Stato
Premesso che ciò che nelle Forze armate è il grado militare, nelle Forze di polizia è chiamata "qualifica" e ciò che nelle forze armate è definita "qualifica" nelle forze di polizia è chiamata "denominazione", segue la rappresentazione schematica per importanza gerarchica di quelle che sono state le qualifiche del Corpo forestale dello Stato fino al 31 dicembre 2016, prima dell'assorbimento nell'Arma dei Carabinieri. Quindi i Carabinieri Forestali indossano i gradi dell'Arma dei Carabinieri.
| dirigente generale | dirigente superiore | dirigente |

| Commissario Capo Coordinatore forestale | commissario capo forestale | commissario ruolo direttivo dei funzionari | commissario forestale ruolo direttivo speciale | vice commissario forestale ruolo direttivo speciale |

| ispettore superiore scelto | ispettore superiore | ispettore capo | ispettore | vice ispettore |

| assistente capo | assistente | agente scelto | agente |

Scratch per Commissario CFS
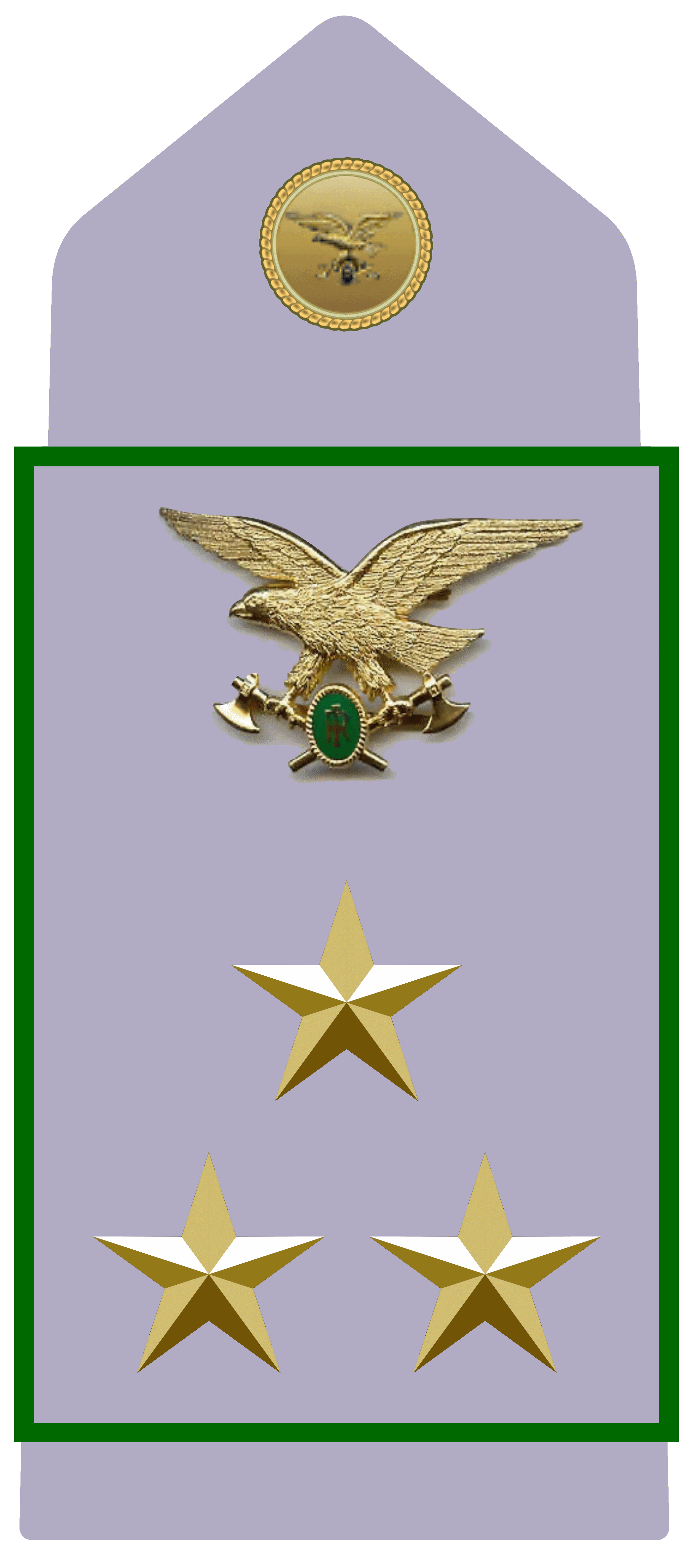
Tubolare per Commissario CFS
Soggolo per berretto rigido per Commissario CFS

## Mostreggiature del Corpo forestale dello Stato

Mostrina per Commissario forestale (primo anno di corso)

## Corrispondenze delle qualifiche per il personale dei ruoli tecnico-amministrativo del Corpo forestale dello Stato
Accanto ai ruoli del personale cosiddetto "in divisa" esistevano quelli equiparati del personale che svolgeva attività tecnico-strumentale, tecnico-scientifica e amministrativa. In tabella sono riportate le corrispondenze (in ordine gerarchico crescente) delle qualifiche tra le due categorie di dipendenti del Corpo.
| Qualifica personale tecnico | Corrispondente qualifica personale in divisa |
| --------------------------- | -------------------------------------------- |
| operatore                   | agente                                       |
| operatore scelto            | agente scelto                                |
| collaboratore               | assistente                                   |
| collaboratore capo          | assistente capo                              |
| vice revisore               | vice sovrintendente                          |
| revisore                    | sovrintendente                               |
| revisore capo               | sovrintendente capo                          |
| vice perito                 | vice ispettore                               |
| perito                      | ispettore                                    |
| perito capo                 | ispettore capo                               |
| perito superiore            | ispettore superiore                          |
| perito superiore scelto     | ispettore superiore scelto                   |

## Equiparazione
La tabella seguente riporta l'equiparazione tra i gradi delle forze armate e le qualifiche delle forze di polizia ad ordinamento militare, civile, soccorso pubblico e difesa civile come stabilito dall'art. 632 del decreto legislativo 15 marzo 2010, n. 66, ovvero "Codice dell'ordinamento militare", entrato in vigore il 9 ottobre 2010.
 Il recente decreto legislativo 29 maggio 2017, n. 94 ha modificato il predetto articolo 632 tenendo conto di alcune recenti modifiche ordinamentali intervenute dopo il 2010, con particolare riferimento all'introduzione del nuovo grado direttivo di "Vicequestore" della Polizia di Stato.

Tabella aggiornata con le qualifiche della Polizia Locale Regione Lombardia come da Regolamento Regionale 22 marzo 2019 , n. 5

Le cariche militari, inoltre, sono inquadrate anche nell'ambito dell'ordine delle cariche della Repubblica Italiana.
| Comparazione gerarchica tra i gradi delle Forze armate, le qualifiche delle Forze di polizia italiane e della Polizia Locale |                                                                                        |                                                                                  |                                                                                          |                                                |                                                |                                                                  |                                                                         |                                        |                                               |                                           |                                                                         |
| Ruoli | Esercito                                                                               | Marina Militare                                                                  | Aeronautica Militare                                                                     | Carabinieri                                    | Guardia di Finanza                             | Polizia di Stato                                                 | Polizia penitenziaria                                                   | Corpo forestale dello Stato (dismesso) | Corpo nazionale dei vigili del fuoco          | Polizie Locali Regione Lombardia          | Ruoli                                                                   |
| ufficiali generali | generale - ammiraglio (capo di stato maggiore della difesa)                            | generale - ammiraglio (capo di stato maggiore della difesa)                      | generale - ammiraglio (capo di stato maggiore della difesa)                              | -                                              | -                                              | capo della polizia - direttore generale della pubblica sicurezza | capo del dipartimento dell'amministrazione penitenziaria capo del corpo | -                                      | -                                             | -                                         | dirigenti - funzionari dirigenti                                        |
| ufficiali generali | generale di corpo d'armata con incarichi speciali capo di stato maggiore dell'esercito | ammiraglio di squadra con incarichi speciali capo di stato maggiore della marina | generale di squadra aerea con incarichi speciali capo di stato maggiore dell'aeronautica | generale di corpo d'armata comandante generale | generale di corpo d'armata comandante generale | capo della polizia - direttore generale della pubblica sicurezza | capo del dipartimento dell'amministrazione penitenziaria capo del corpo | -                                      | -                                             | -                                         | dirigenti - funzionari dirigenti                                        |
| ufficiali generali | generale di corpo d'armata / tenente generale                                          | ammiraglio di squadra / ammiraglio ispettore capo                                | generale di squadra aerea / generale ispettore capo                                      | generale di corpo d'armata                     | generale di corpo d'armata                     | Prefetto                                                         | Direttore dell'Istituto                                                 | dirigente generale capo del corpo      | dirigente generale capo del corpo             | --                                        | dirigenti - funzionari dirigenti                                        |
| ufficiali generali | generale di divisione / maggior generale                                               | ammiraglio di divisione / ammiraglio ispettore                                   | generale di divisione aerea / generale ispettore                                         | generale di divisione                          | generale di divisione                          | dirigente generale di pubblica sicurezza                         | dirigente generale                                                      | dirigente generale                     | dirigente generale                            | --                                        | dirigenti - funzionari dirigenti                                        |
| ufficiali generali | generale di brigata / brigadier generale                                               | contrammiraglio                                                                  | generale di brigata aerea / brigadier generale                                           | generale di brigata                            | generale di brigata                            | dirigente superiore                                              | dirigente superiore                                                     | dirigente superiore                    | dirigente superiore                           | dirigente generale                        | dirigenti - funzionari dirigenti                                        |
| ufficiali superiori | colonnello                                                                             | capitano di vascello                                                             | colonnello                                                                               | colonnello                                     | colonnello                                     | primo dirigente                                                  | primo dirigente                                                         | primo dirigente                        | primo dirigente                               | dirigente                                 | dirigenti - funzionari dirigenti                                        |
| ufficiali superiori | tenente colonnello                                                                     | capitano di fregata                                                              | tenente colonnello                                                                       | tenente colonnello                             | tenente colonnello                             | vice questore                                                    | dirigente                                                               | vice questore aggiunto forestale       | direttore vice dirigente dei vigili del fuoco | commissario capo coordinatore             | dirigenti - funzionari dirigenti                                        |
| ufficiali superiori | maggiore                                                                               | capitano di corvetta                                                             | maggiore                                                                                 | maggiore                                       | maggiore                                       | vice questore aggiunto                                           | dirigente aggiunto                                                      | vice questore aggiunto forestale       | direttore vice dirigente dei vigili del fuoco | commissario capo                          | dirigenti - funzionari dirigenti                                        |
| ufficiali inferiori | primo capitano                                                                         | primo tenente di vascello                                                        | primo capitano                                                                           | -                                              | -                                              | -                                                                | -                                                                       | -                                      | -                                             | -                                         | funzionari direttivi - commissari                                       |
| ufficiali inferiori | capitano                                                                               | tenente di vascello                                                              | capitano                                                                                 | capitano                                       | capitano                                       | commissario capo                                                 | commissario capo penitenziario                                          | commissario capo forestale             | direttore dei vigili del fuoco                | commissario                               | funzionari direttivi - commissari                                       |
| ufficiali inferiori | tenente                                                                                | sottotenente di vascello                                                         | tenente                                                                                  | tenente                                        | tenente                                        | commissario                                                      | commissario penitenziario                                               | commissario forestale                  | vicedirettore dei vigili del fuoco            | vicecommissario                           | funzionari direttivi - commissari                                       |
| ufficiali inferiori | sottotenente                                                                           | guardiamarina                                                                    | sottotenente                                                                             | sottotenente                                   | sottotenente                                   | vice commissario                                                 | vice commissario penitenziario                                          | vice commissario forestale             | -                                             | -                                         | funzionari direttivi - commissari                                       |
| marescialli | primo luogotenente                                                                     | primo luogotenente                                                               | primo luogotenente                                                                       | luogotenente carica speciale                   | luogotenente cariche speciali                  | sostituto commissario coordinatore                               | sostituto commissario coordinatore                                      | ispettore superiore scelto             | sostituto direttore antincendi capo           | -                                         | ispettori                                                               |
| marescialli | luogotenente                                                                           | luogotenente                                                                     | luogotenente                                                                             | luogotenente                                   | luogotenente                                   | sostituto commissario                                            | sostituto commissario                                                   | ispettore superiore scelto             | sostituto direttore antincendi capo           | -                                         | ispettori                                                               |
| marescialli | primo maresciallo                                                                      | primo maresciallo                                                                | primo maresciallo                                                                        | maresciallo maggiore                           | maresciallo aiutante                           | ispettore superiore                                              | ispettore superiore                                                     | ispettore superiore                    | sostituto direttore antincendi                | -                                         | ispettori                                                               |
| marescialli | maresciallo capo                                                                       | capo di 1ª classe                                                                | maresciallo di 1ª classe                                                                 | maresciallo capo                               | maresciallo capo                               | ispettore capo                                                   | ispettore capo                                                          | ispettore capo                         | ispettore antincendi esperto                  | -                                         | ispettori                                                               |
| marescialli | maresciallo ordinario                                                                  | capo di 2ª classe                                                                | maresciallo di 2ª classe                                                                 | maresciallo ordinario                          | maresciallo ordinario                          | ispettore                                                        | ispettore                                                               | ispettore                              | ispettore antincendi                          | -                                         | ispettori                                                               |
| marescialli | maresciallo                                                                            | capo di 3ª classe                                                                | maresciallo di 3ª classe                                                                 | maresciallo                                    | maresciallo                                    | vice ispettore                                                   | vice ispettore                                                          | vice ispettore                         | vice ispettore antincendi                     | -                                         | ispettori                                                               |
| sergenti | sergente maggiore aiutante                                                             | 2º capo aiutante                                                                 | sergente maggiore aiutante                                                               | brigadiere capo qualifica speciale             | brigadiere capo qualifica speciale             | sovrintendente capo coordinatore                                 | sovrintendente capo coordinatore                                        | sovrintendente capo                    | caporeparto esperto                           | specialista di vigilanza (ad esaurimento) | sovrintendenti                                                          |
| sergenti | sergente maggiore capo                                                                 | 2º capo scelto                                                                   | sergente maggiore capo                                                                   | brigadiere capo                                | brigadiere capo                                | sovrintendente capo                                              | sovrintendente capo                                                     | sovrintendente capo                    | caporeparto                                   | sovrintendente esperto                    | sovrintendenti                                                          |
| sergenti | sergente maggiore                                                                      | 2º capo                                                                          | sergente maggiore                                                                        | brigadiere                                     | brigadiere                                     | sovrintendente                                                   | sovrintendente                                                          | sovrintendente                         | caposquadra esperto                           | sovrintendente scelto                     | sovrintendenti                                                          |
| sergenti | sergente                                                                               | sergente                                                                         | sergente                                                                                 | vicebrigadiere                                 | vicebrigadiere                                 | vice sovrintendente                                              | vice sovrintendente                                                     | vice sovrintendente                    | caposquadra                                   | sovrintendente                            | sovrintendenti                                                          |
| graduati | graduato aiutante                                                                      | sottocapo aiutante                                                               | graduato aiutante                                                                        | appuntato scelto qualifica speciale            | appuntato scelto qualifica speciale            | assistente capo coordinatore                                     | assistente capo coordinatore                                            | assistente capo                        | vigile coordinatore                           | assistente esperto                        | appuntati e carabinieri - appuntati e finanzieri - assistenti ed agenti |
| graduati | primo graduato                                                                         | sottocapo scelto                                                                 | primo graduato                                                                           | appuntato scelto                               | appuntato scelto                               | assistente capo                                                  | assistente capo                                                         | assistente capo                        | vigile coordinatore                           | assistente scelto                         | appuntati e carabinieri - appuntati e finanzieri - assistenti ed agenti |
| graduati | graduato capo                                                                          | sottocapo di 1ª classe                                                           | primo aviere capo                                                                        | appuntato                                      | appuntato                                      | assistente                                                       | assistente                                                              | assistente                             | vigile esperto                                | assistente                                | appuntati e carabinieri - appuntati e finanzieri - assistenti ed agenti |
| graduati | graduato scelto                                                                        | sottocapo di 2ª classe                                                           | primo aviere scelto                                                                      | carabiniere scelto                             | finanziere scelto                              | agente scelto                                                    | agente scelto                                                           | agente scelto                          | vigile qualificato                            | agente scelto                             | appuntati e carabinieri - appuntati e finanzieri - assistenti ed agenti |
| graduati | graduato                                                                               | sottocapo di 3ª classe                                                           | aviere capo                                                                              | carabiniere                                    | finanziere                                     | agente                                                           | agente                                                                  | agente                                 | vigile del fuoco                              | agente                                    | appuntati e carabinieri - appuntati e finanzieri - assistenti ed agenti |
| militari di truppa (volontari in ferma prefissata, allievi e militari di leva)                                               | caporal maggiore                                                                       | comune scelto                                                                    | primo aviere                                                                             | -                                              | -                                              | -                                                                | -                                                                       | -                                      | -                                             | -                                         | appuntati e carabinieri - appuntati e finanzieri - assistenti ed agenti |
| militari di truppa (volontari in ferma prefissata, allievi e militari di leva)                                               | caporale                                                                               | comune di 1ª classe                                                              | aviere scelto                                                                            | -                                              | -                                              | -                                                                | -                                                                       | -                                      | -                                             | -                                         | appuntati e carabinieri - appuntati e finanzieri - assistenti ed agenti |
| militari di truppa (volontari in ferma prefissata, allievi e militari di leva)                                               | soldato                                                                                | comune di 2ª classe                                                              | aviere                                                                                   | allievo carabiniere                            | allievo finanziere                             | allievo agente                                                   | allievo agente                                                          | allievo agente                         | allievo vigile del fuoco                      | -                                         | appuntati e carabinieri - appuntati e finanzieri - assistenti ed agenti |

### Riferimenti normativi
- Decreto legislativo 12 maggio 1995, n. 201: "Attuazione dell'art. 3 della legge 6 marzo 1992, n. 216, in materia di riordino delle carriere del personale non direttivo e non dirigente del Corpo forestale dello Stato."[collegamento interrotto] (testo in vigore al 15 ottobre 2010)
- Decreto legislativo del 3 aprile 2001, n. 155: "Riordino delle carriere del personale direttivo e dirigente del Corpo forestale dello Stato, a norma dell'articolo 3, comma 1, della legge 31 marzo 2000, n. 78."[collegamento interrotto] (testo in vigore al 15 ottobre 2010)